# Bundestagswahlkreis Segeberg – Eutin
Der Wahlkreis Segeberg – Eutin war ein Bundestagswahlkreis in Schleswig-Holstein und umfasste das Gebiet des Kreises Segeberg und des Kreises Eutin bzw. seit 1972 des südlichen Teils des Kreises Ostholstein.

## Geschichte
Der Wahlkreis Segeberg – Eutin hatte die Wahlkreisnummer 8. Er wurde für die Bundestagswahl 1965 aus Teilen der ehemaligen Wahlkreise Plön – Eutin/Nord, Oldenburg – Eutin/Süd und Segeberg – Neumünster gebildet. Das Gebiet des Wahlkreises bestand für die Bundestagswahlen 1965 bis 1972 unverändert.
Vor der Bundestagswahl 1976 wurde der Wahlkreis aufgeteilt. Das Gebiet des Kreises Segeberg ging an den neu gebildeten Wahlkreis Segeberg – Stormarn-Nord und der südliche Teil des Kreises Ostholstein an den neuen Wahlkreis Ostholstein.

## Abgeordnete
Direkt gewählte Abgeordnete des Wahlkreises Segeberg – Eutin waren
| Jahr | Name                | Partei | Anteil der Erststimmen |
| ---- | ------------------- | ------ | ---------------------- |
| 1972 | Klaus Konrad        | SPD    | 49,2 %                 |
| 1969 | Hans-Jürgen Klinker | CDU    | 51,3 %                 |
| 1965 | Hans-Jürgen Klinker | CDU    | 53,6 %                 |